# 岩仓具定

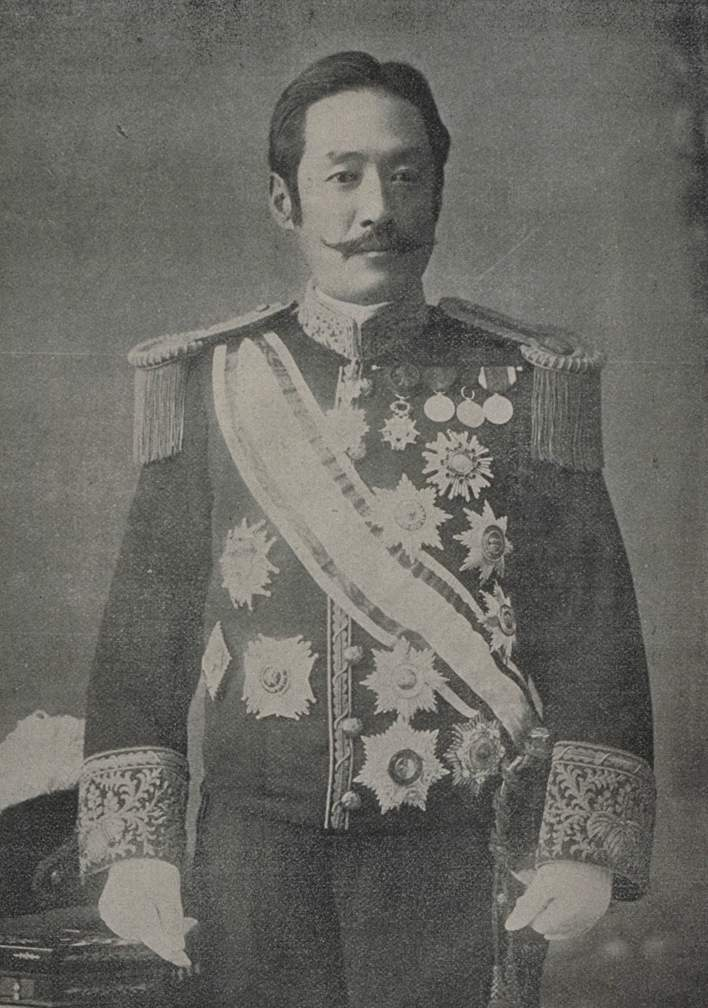
岩仓具定

岩仓具定（1852年1月18日—1910年4月1日）是一位日本政治家。

## 生平
1852年出生于日本京都市，是岩倉具視的次子。1868年戊辰战争爆发后、被东山道镇抚总督任命为东山道先锋军（其中包括参谋板垣退助）在各地指挥作战。1869年6月和弟弟岩仓具经一同在长崎的佐賀佐贺藩英文学校致远馆学习。。1870年前往美国留学，罗格斯大学毕业后回国进入政府工作。1882年跟随伊藤博文去往欧洲调查宪法研究。1884年继承公爵职位。1890年帝国议会建立后担任贵族院公爵议员。先后担任帝室制度取調委员、爵位局长、学习院院长。1900年担任枢密顾问官、1909年担任宫内大臣。1910年4月1日去世。